# Buta (DRC)
Buta er en by i det nordlige Demokratiske Republik Congo, der ligger ved Rubifloden, en biflod til Itimbirifloden. Den er hovedstad i provinsen Bas-Uele. Fra 2012 havde det en anslået befolkning på 55.313 mennesker.
Den er hjemsted for Buta Zega Airport.
Buta ligger på den nu nedlagte smalsporede jernbanelinje Vicicongo-linjen der løb østpå fra Aketi ved Itimbirifloden forbi Buta til Zobia, Isiro og Mungbere. Linjen løb fra Kotili til Buta og videre til Andoma. Linjen nåede Buta den 1. juli 1931. En stiklinje til Titulé via Andoma åbnede den 11. november 1932.

## Historie
I begyndelsen af 2005 var byen centrum for et udbrud af lungepest.